# Полёт (ракета-носитель)
«Полёт» — перспективная двухступенчатая ракета-носитель лёгкого класса грузоподъёмностью до 4-х тонн, предназначенная для пуска с борта самолёта носителя Ан-124ВС «Руслан» (ВС сокр. от Воздушный Старт). Основной компонент проекта АРККН Воздушный старт. Разрабатывается с середины 1990-х годов в ГРЦ им. Макеева. В случае успешного проведения испытаний и начала эксплуатации может в перспективе стать одной из лучших в мире ракет по соотношению стартовой массы и выводимой полезной нагрузки.

## История
Идея воздушного старта появилась с началом космической эры. В России разработки аэрокосмических систем были начаты ещё в 1965 году Глебом Лозино-Лозинским. Преимущества подобного запуска были очевидны исходя из самых элементарных понятий о ракетной космической технике. Например, согласно стандартной циклограмме полёта РН тяжёлого класса типа Протон-М, отделение первой ступени происходит на высоте 42 км.  Масса первой ступени в заправленном состоянии составляет 460 тонн, то есть около 2/3 стартовой массы. Это означает, что при гипотетической возможности старта с высоты 42 км, с той же и аналогично направленной начальной скоростью, как и у РН Протон-М на момент окончания работы двигателей 1-й ступени, для выведения такой же полезной нагрузки на такую же орбиту достаточно будет «оставшихся» ступеней общей массой 250 тонн в заправленном состоянии. Соотношение полезной нагрузки и стартовой массы ракеты в этом случае возрастёт на те же самые 2/3.
Другим преимуществом «высокого» старта является меньшее атмосферное давление на больших высотах, по сравнению давлением у земли. В этом случае уменьшается сопротивление воздуха двигающейся ракете, что позволяет уменьшить расход топлива для достижения той же скорости.
Третьим важнейшим преимуществом старта с борта самолёта-носителя является высокая начальная скорость движения в 600—800 км/ч, вполне достижимая с полной загрузкой основными типами современных тяжёлых самолётов военно-транспортной авиации.  Подобные показатели означают, что уже при старте ракета будет иметь начальную скорость около 3 % от первой космической, причём направленную по касательной к земной поверхности, что облегчает «закрутку» полезной нагрузки вокруг Земли .

### История РН «Полёт»
В 1990-х годах ГРЦ им Макеева, ранее специализировавшийся на разработке баллистических ракет для подводных лодок (БРПЛ) оказался в сложной ситуации наряду с другими предприятиями ОПК России. Ситуацию осложняло и то, что сам центр находился на большом удалении от столицы, что затрудняло получение выгодных оборонных контрактов. Разработка новой БРПЛ Булава было поручено Московскому институту теплотехники. Оставшись без «родной» тематики фирма начала предпринимать усилия для создания перспективных необычных образцов ракетной техники с потенциально высокими характеристиками. Часть из них по данным открытых источников на 2013 год остаётся без существенного продвижения (например космическая РН Россиянка с многоразовой первой ступенью), часть готовится к испытаниям с хорошими перспективами принятия на вооружение (единственная в мире ракета для скрытого стационарного донного боевого дежурства Скиф, возможно, перспективная тяжёлая шахтная МБР). Среди многих идей, высказанных в КБ им. Макеева, была идея воздушного старта Ракеты носителя «Полёт» в рамках проекта «Воздушный старт» с борта тяжёлого транспортного самолёта носителя (СН) типа Ан-124ВС Руслан.

## Конструкция
- Концепция конструкции По состоянию на 2013 год проект АРККН «Воздушный старт» выглядит так:[1][2][3][4] РН Полёт состоит из 2-х ступеней, общей стартовой массой в заправленном состоянии 100 тонн и максимальной массой выводимой ПН в 3,5-4 тонны. В первой ступени используется маршевый ЖРД НК-43, являющееся высотной модификацией известного двигателя НК-33, созданного для лунной ракеты Н1. В качестве топлива на этом семействе используется керосин, окислителем — жидкий кислород. В качестве двигателя второй ступени предполагается использовать ЖРД 11Д58М[1] или РД-0124[3], применяемые в кислородно-керосиновых разгонных блоках типа ДМ РКК Энергия или третьей ступени РН Союз 2.1б Самарского ЦСКБ-Прогресс соответственно.
- Концепция запуска Предполагается, что подготовка к пуску будет осуществляться в наземном МИК, а контроль и сопровождение пуска будет осуществляться со специальных командных пунктов, часть из которых, возможно, будет располагаться на борту самолётов сопровождения или самого СН. Пуск ракеты предполагается осуществлять с помощью миномётного старта из транспортно-пускового контейнера, расположенного в грузовом отсеке АН-124ВС. Миномётный старт применяется потому, что слишком медленный выход может привести к зацепам ракеты за элементы конструкции СН, а также к ударам о корпус и возникновению изгибающих нагрузок в задней части фюзеляжа. По расчётам инженеров подобное развитие событий ведёт к гибели экипажа с вероятность, близкой к единице. После отделения от самолёта скорость РН искусственно гасится парашютом до величины на 20 м/с меньше, чем у воздушного носителя, для того, чтобы «летающий космодром» мог отойти на безопасное расстояние. Устройства системы торможения так же должны осуществлять разворот ракеты в вертикальное положение перед запуском двигателей. В случае штатной работы, ступени ракеты осуществляют вывод полезной нагрузки на низкую опорную орбиту в соответствии с заранее загруженной в бортовую систему управления циклограммой полёта.
- Аэродромы базирования В сентябре 2007 года было заключено соглашение между Россией и Индонезией о использовании аэродрома на острове Биак в качестве базового аэродрома для пусков из района экватора[4]. ТТХ самолётов типа Руслан позволяют так же осуществлять перелёты на расстояния до нескольких тысяч километров с полезной нагрузкой, равной массе пускового контейнера и заправленной ракеты. В случае, если разработчику удастся решить проблемы с испарением криогенных компонентов окислителя и сохранением ракеты в готовом к пуску состоянии несколько часов, станут возможны полёты практически в любую точку пуска на земном шаре с аэродромов на территории России.
- Экономика запуска По расчётам от 2000—2007 годов стоимость вывода на НОО одного килограмма груза должна находиться в диапазоне от 2,5[2] до 10 тыс. долл. в зависимости от размера серии, то есть от числа запусков. Для достижения нижней границы диапазона необходимо около 10-12 пусков в год. Для сравнения, стоимость запуска одного «Протона-М» для иностранных заказчиков составляет около 100 млн долларов. Это составляет около 4,5 тыс. в расчёте на 1 кг при выводе на НОО в 200 км. Но Протон используется в основном для выводов на Геопереходные и Геостационарные орбиты. РН Полёт не имеет смысла рассматривать в этом контексте как конкурента тяжёлым средствам выведения. Основные орбиты для запусков с Воздушного старта лежат ниже геостационарных.

## Оценка проекта
- Перспективы РН «Полёт» Несмотря на высокую востребованность на рынке и открывающиеся широкие возможности, у проекта, по-видимому, отсутствуют перспективы быть реализованными в ближайшие 10 лет (на 2013 год). Основной причиной являются проблемы с адаптацией самолёта носителя и обеспечение безопасности экипажа самолёта при старте. На сегодня в мире эксплуатируются всего 4 самолёта сравнимых размеров с Ан-124. Помимо Руслана это Боинг-747, С-5 Галакси и А-380. Можно смело утверждать что Ан-124 — один из самых уникальных и технически сложных самолётов в мире. Но это означает, что весь мировой авиапром не смог ещё в полной мере отработать подобные сложные конструкции. После распада СССР КБ Антонова осталось на Украине. Многие производственные и «конструкторские» связи нарушились, производство Ан-124 закрыто, Россия и Украина живут по различным юридическим законам, преследуют различные геополитические цели. О всей сложности ситуации говорит то, что до сих пор не налажено совместное производство Ан-70 — самолёта гораздо более молодого и необходимого Российским вооружённым силам. Более того, Россия проводит активную политику по переносу всех оборонных производств на свою территорию, включая перезапуск новых-старых производств и создание головных организаций разработчиков по ним. В качестве примеров можно привести создание семейства РН Ангара (в том числе для замены ныне украинских РН Циклон и Зенит), открытие производства двигателей ВК-2500 для вертолётов (на замену ТВЗ-117) и перенос остановившегося в Ташкенте производства Ил-76 в Ульяновск с относительно небольшой модернизацией (т. н. изделие 476). В ситуации, когда Россия и Украина являются геополитическими конкурентами, использование Ан-124 во флагманском национальном проекте грозит серьёзными репутационным потерями. Трудно представить чтобы США повезли своих астронавтов на луну на французской ракете, даже при том, что они являлись союзниками по НАТО. К качестве подтверждения можно привести отмену приказа о принятии на вооружение итальянских бронемашин Рысь[8], производившихся в России по лицензии, и перенос на неопределённое время приобретения второй пары «Мистралей»[9], производство которых так же должно было быть локализовано на 60 и 80(!) процентов с передачей ключевых технологий(!). Так же необходимо упомянуть совместный Российско-Украинский Морской старт — уже реализованный во многом уникальный проект плавучего экваториального космодрома, не имеющий на 2013 год близких технических аналогов, но постоянно находящийся на грани банкротства. Несмотря на солидную историю и характеристики, он не может набрать даже 4-6 пуска в год для минимальной рентабельности[10]. По данным открытых источников в 2013 году КБ Макеева находилось в стадии активной реализации самое меньшее 2-х проектов: единственной в мире донной стационарной ракеты Скиф и тяжёлой МБР на замену Р-36М Воевода. Это, с учётом кризисных 90-х, скорей всего уменьшит число высококлассных специалистов, работающих над «Полётом»[11]. В связи с тем, что у России сегодня нет национального самолёта, сходного по грузоподъёмности с Русланом, перспективы реализации в нынешнем виде проекта Воздушный старт с РН Полёт до 2025 года представляются маловероятными.
- Перспективы близких аналогов РН «Полёт» На самом грузоподъёмном на сегодняшний день российским транспортном самолёте Ил-476 масса полезной нагрузки составляет 60-65 тонн, поэтому не представляется возможным разместить внутри грузового отсека РН массой в 100 тонн и транспортно-пусковой контейнер для неё. Из имеющихся самолётов только Ту-160 обладает возможность взять на борт ПН порядка 100 тонн, но на нём в силу ограниченности внутреннего пространства придётся отказаться от миномётного старта и подвешивать ракету на внешней подвеске. Это потребует серьёзного изменения конструкции. Ту-160 является сверхзвуковым самолётом, целесообразно производить запуск на максимальной скорости более 2М(скоростей звука) для улучшения энергетических показателей. Большая скорость предусматривает меньшее время реакции системы управления на нештатные ситуации отклонения от траектории полёта и. т. п. Возможно, изменения окажутся столь велики, что ракете в этом случае дадут другое название.
- Общая Оценка Несмотря на то, что проект «Воздушный старт» а так же вообще проекты запусков космических аппаратов с борта тяжёлых самолётов носителей весьма привлекательны с точки зрения экономики, технически вопрос не до конца проработан и требует немалых средств на завершение разработки. Серьёзные технологические затруднения вызывает безопасность экипажа самолёта носителя. До этого гибель людей в случае аварий при запуске автоматического аппарата была редкой случайностью. В данном случае риск превращается в норму. Попытки создать БПЛА на основе тяжёлого транспортного самолёта сопряжены с большими финансовыми затратами и технологическими трудностями. Отсутствие у ГРЦ российского партнёра создателя национального тяжёлого транспортного самолёта грузоподъёмностью 150 тонн и отсутствие взаимопонимания с Украиной по намного более важным для России проектам отодвигает возможное начало эксплуатации РН «Полёт» на срок после 2025 года.